# Franskspråkiga Wikipedia
Franskspråkiga Wikipedia (franska: Wikipédia francophone, Wikipédia en français, ibland förkortat frwp) är en språkversion av den webbaserade encyklopedin Wikipedia. Den startade våren 2001 och passerade 1 miljon artiklar den 29 september 2010. För närvarande har den 2 702 691 artiklar.
Den tillhör de största wikipediautgåvorna efter den engelskspråkiga, och är den största på ett romanskt språk. Uppslagsverket drivs av Wikimedia Foundation; stiftelsen äger dock inte artikelinnehållet som produceras under fri licens av tusentals franskspråkiga skribenter.

## Historik

### Starten 2001
Den franskspråkiga Wikipedia-upplagan etablerades 23 mars 2001. 11 maj presenterades den under en egen domänadress, french.wikipedia.com, och åtta dagar senare skrevs den första kända artikeln (om fysikern Paul Héroult).

### 2002 till 2005
I juni 2002 presenterades en ny logotyp (i grön färg och helt annorlunda än den logotyp som används på andra Wikipedior), efter ett initiativ från Rinaldum. En månad senare utsågs de första administratörerna (Anthere, Aoineko och Shaihulud) efter en tvist med användaren Mulot. Den första IP-adressen blockerades under månaden.

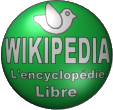
Logotyp använd 2002 till 2003.

I december rapporterades en stark ökning av aktiviteten. Strax efter årsskiftet gick dock aktiviteten ner, mest på grund av långsamma servrar.
I början av februari 2003 förnyades frwp:s huvudsida. Den nya formen, skapad av Aoineko, kom därefter att spridas till ett antal andra språkversioner (inklusive polskspråkiga och engelskspråkiga Wikipedia).
Under året ökades mängden artiklar från knappt 4 000 till över det femdubbla. I april månad nådde man positionen som tredje största Wikipedia-upplaga i antal artiklar (efter engelsk- och tyskspråkiga Wikipedia), en position man i princip behållit sedan dess. Detta kan jämföras med engelskans och franskans roll som globala språk (cirka 2 miljarder människor har studerat engelska, medan 300 miljoner kan tala franska) och att tyska är Europeiska unionens största modersmål.
I oktober lanserades en ny logotyp för projektet. Månaden efter skedde den första evighetsblockeringen av en registrerad användare – Papotages – på grund av allvarlig och upprepad skadegörelse. I november bidrog 38 användare till att göra "Lorraine" till den första att utses till Veckans artikel.
I slutet av mars skedde ett tekniskt byte av teckenkodning, genom införandet av UTF-8. Detta kom att underlätta hanteringen av andra skriftspråk i artikeltexterna. Under året blev "Nèfle" den 50 000:e artikeln och "Borée" den 70 000:e.
Den starka tillväxten fortsatte under 2005. Då "George Corliss" skapades den 4 december var detta den 200 000:e artikeln. I juni månad invigdes Atelier Graphique, ett projekt med målet att förbättra bilderna i artiklarna.

### 2006 till 2010

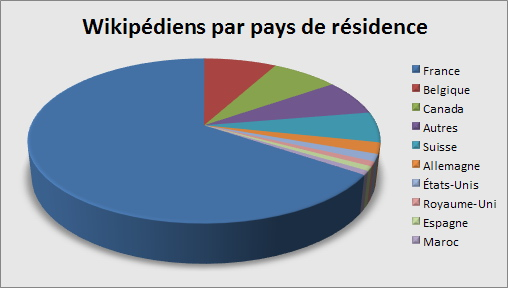
Franskspråkiga wikipedianer efter land i augusti 2006.

Redan den 10 juni 2006 hade man nått upp till 300 000 artiklar, via "Gouvernement federal (Allemagne)". 400 000 artiklar nåddes 24 november i och med skapandet av "Neuropathie".

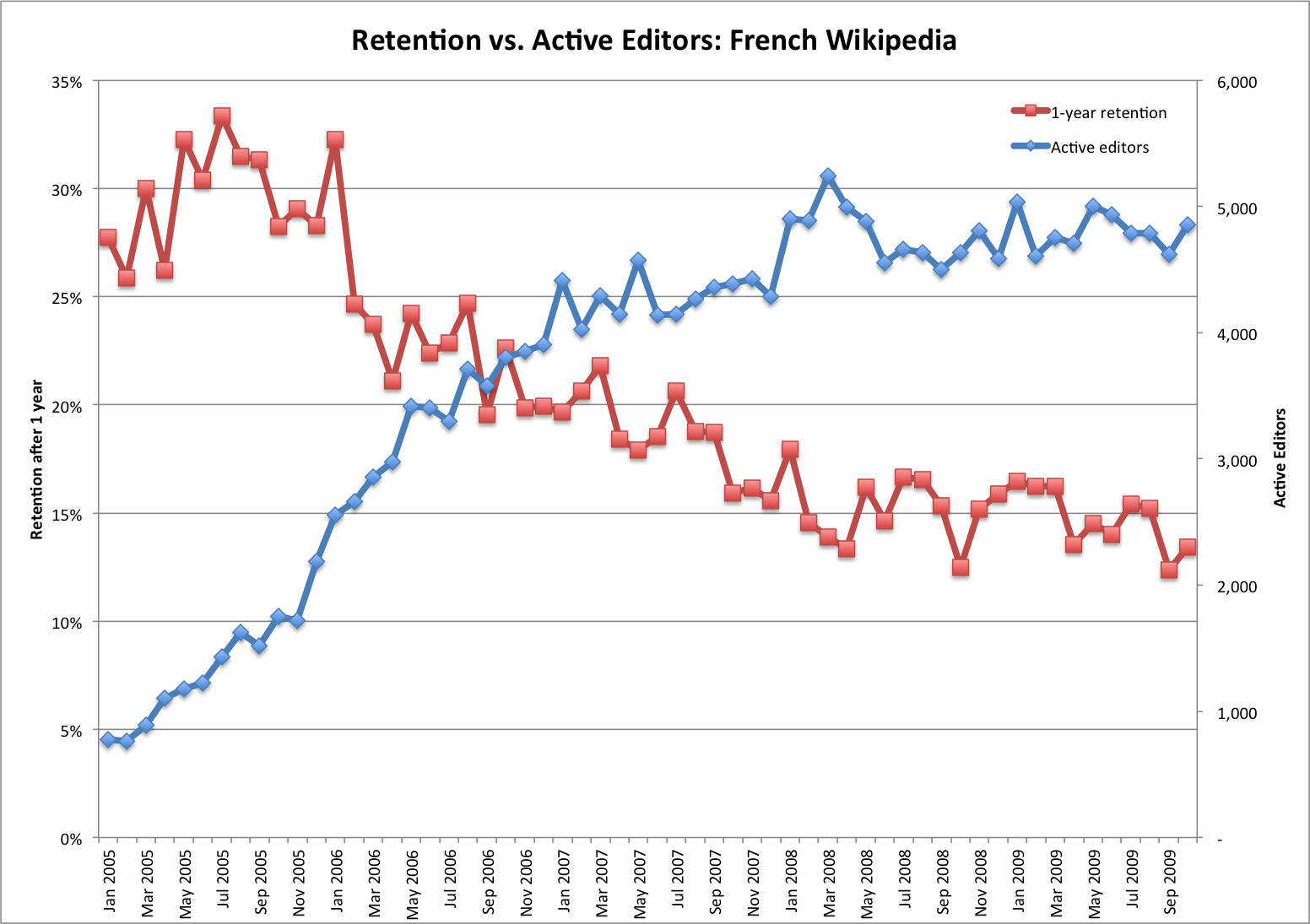
Utvecklingen av skribentgemenskapen mellan 2005 och 2009, med en nedgång i antal återkommande skribenter (rött) och en stabilisering i antal aktiva (blått).

Innan 2007 var över hade man nått upp till 600 000 artiklar i och med "Python birma" (28 december).
I november 2007 meddelas att den populära franska uppslagsboken Quid ställer in sin utgivning av 2008 års utgåva. Man skyllde sin sjunkande försäljning på konkurrensen från den franska Wikipediaversionen. I samma veva lanserade konkurrenten Larousse sin Internetutåva, i ett försök att dra nytta av de nya medierna. Artikeltillväxten sjönk därefter något. Under 2008 passerades 700 000 artiklar och under 2009 tröskeln 800 000 artiklar. 23 september 2010 nåddes nivån 1 miljon artiklar.
I juni 2010 lanserades det nya utseendet Vector på frwp och andra språkversioner. Det nya formatet syftade till en enklare hantering av automatiska funktioner och snabbare uppdateringar. I september samma år uppdagades att den franske författaren Michel Houellebecq i gjort upphovsrättsbrott genom att utan tillstånd använt längre stycken text ur frwp till sin nya roman La Carte et le Territoire.

### Senare år
Under de kommande åren fortsatte tillväxten i en stadig takt, och tröskeln 1,5 miljoner artiklar passerades under april 2014. Mängden nya artiklar, som varit högst runt 2006, har under 2010-talet sjunkit ner till runt 300 per dag (motsvarande på svenskspråkiga Wikipedia är mindre än 100). Samtidigt har fokuset mer glidit över till att administrera den allt större databasen, med återkommande förbättringar och uppdateringar av artiklar i aktuella ämnen. Antalet bidragsgivare, som växt kraftigt under mitten av 00-talet, hade stabiliserats efter 2006; därefter har man löpande rapporterat mellan 4 000 och 5 000 skribenter på minst 5 månatliga redigeringar. Andra siffror från 2019 talar om uppemot 9 000 månatliga skribenter (möjligen inkluderat icke-registrerade användare). Dessa noterade även fördelningen mellan olika länder, med tre fjärdelar av de återkommande bidragsgivarna bosatta i Frankrike, 7 procent i Kanada, 5 procent i Belgien, 3 procent i Schweiz, 2 procent i Algeriet och resten fördelat på övriga världen.

Antalet "Bons articles" (blått) och "Articles de qualité" (rött) mellan 2003 och 2019.

Mängden uppladdade bilder och andra mediefiler på franskspråkiga Wikipedia har på senare år sjunkit. Orsaken stavas främst Wikimedia Commons, den gemensamma mediedatabasen för de olika Wikipedia-utgåvorna och andra av Wikimedia Foundations projekt. Sedan 2012/2013 har man även hjälp av den nya WMF-databasen Wikidata, för kompletterande data och sammanlänkning av de olika språkversionerna. Ungefär samtidigt introducerades aviseringsfunktioner, för att underlätta kommunikationen mellan olika registrerade användare, och Visual Editor, ett verktyg för att redigera artiklar utan direkt tillgång till den underliggande programkoden.
2019 genomfördes ett antal olika kvalitetsprojekt på frwp, både med koppling till idén om "globalt perspektiv" (att motverka fokusering på det egna landet) och att öka mängden kvinnliga bidragsgivare. Under 2019 diskuterades även en möjlig protestaktion av gemenskapen på frwp, i samband med Europeiska unionens kontroversiella upphovsrättsdirektiv. Till skillnad från tyskspråkiga Wikipedia genomdrev man dock ingen endagsstrejk.
Sommaren 2020 introducerades ett nytt sidformat för det stationära gränssnittet för datorbruk ("Vector"), som mer liknar det som länge använts på smartmobiler och surfplattor. Formatet utvecklas för alla WMF-projekt, men frwp testade det tidigare än de flesta andra Wikipedia-versioner.

## Kvalitet och betydelse
Som del av den fortsatta utvecklingen av uppslagsverket har olika skribenter på frwp arbetat vidare med olika kvalitetsprojekt. Mängden "Bons articles" (motsvarande på svwp heter Bra artiklar) och "articles de qualité" (motsvarande Utmärkta artiklar) har sedan 2007 och fram till 2019 ökat från under 1 000 till knappt 5 000. Under samma tid har det totala antalet artiklar ungefär fyrdubblats.
Franskspråkiga Wikipedia besöks varje månad cirka 700 miljoner gånger. Denna siffra har under 2010-talet varit ganska stabil, under tiden som mängden besök via smartmobiler och surfplattor mångdubblats och besöken på persondatorer i stort sett halverats.